# Omanawa Falls
Die Omanawa Falls sind ein Wasserfall im Gebiet der Ortschaft Omanawa südlich von Tauranga in der Region Bay of Plenty auf der Nordinsel Neuseelands. Er liegt im Lauf des Omanawa River, einem der Quellflüsse des Wairoa River. Seine Fallhöhe beträgt etwa 35 Meter. Das erste Wasserkraftwerk der südlichen Hemisphäre zur Erzeugung von elektrischer Energie befindet sich in unmittelbarer Umgebung.
Von der Omanawa Road nach Osten abzweigend befindet sich ein 30 minütiger Retourwanderweg zum Wasserfall.